# The sunken village (Sparke)
The sunken village is een compositie voor fanfare van de Britse componist Philip Sparke. Het werk is in opdracht van de Fanfare "St. Martinus", Urmond gecomponeerd voor de deelname aan het 11e Wereld Muziek Concours in 1989 te Kerkrade. Het is de eerste compositie van Philip Sparke die hij origineel voor fanfareorkest schreef. 